# Piazzale Roma
El Piazzale Roma es una plaza de Venecia donde finaliza la carretera SR 11 que une la ciudad con la tierra firme a través del Puente de la Libertad. Se encuentra en el noroeste de la ciudad y muy cercano a la Estación de Santa Lucía, conectada a través del Puente de la Constitución.
En esta plaza finalizan su recorrido las líneas los autobuses que unen la ciudad con el resto de Italia y otros arrabales como los de Mestre y Marghera que constituyen la zona residencial e industrial de Venecia respectivamente.
El Piazzale Roma cuenta con numerosos garajes de pago que son utilizados por los habitantes de Venecia para aparcar sus coches y luego continuar hasta sus casas a pie o en vaporetto. También son utilizados por los visitantes que llegan a la ciudad en automóvil.

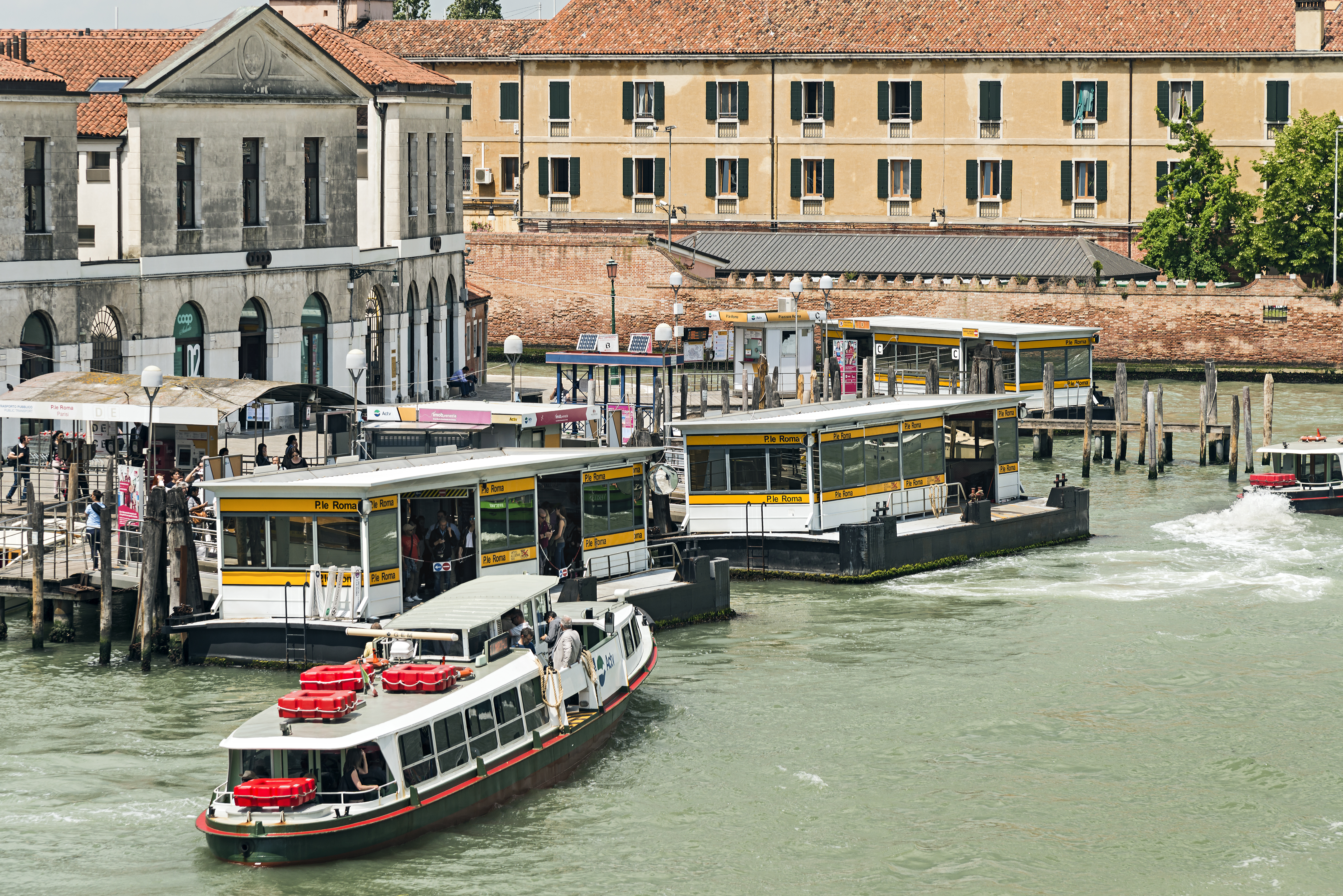
Piazzale Roma: paradas de buses de agua vaporetto, en el Gran Canal.